# Кон-Фоссен, Стефан Эммануилович
Стефан Эммануилович Кон-Фоссен (28 мая 1902, Бреслау, Германская империя — 25 июня 1936, Москва, СССР) — немецкий и советский геометр.

## Биография
Родился 28 мая 1902 года в немецком городе Бреслау (сейчас Вроцлав в Польше).
В 1924 году защитил кандидатскую диссертацию в университете Бреслау.
В 1930 год стал профессором Кёльнского университета.
Потерял работу 1933 году как еврей в результате нацистских преследований.
Сначала переехал в Швейцарию, в 1934 году работал учителем в Цюрихе.
В этом же году эмигрировал в СССР, где работал в качестве учёного специалиста Математического института Академии наук СССР (МИАН) и профессора Ленинградского университета (ЛГУ).
Умер в 1936 году в Москве от пневмонии.

## Научная деятельность
Кон-Фоссен является одним из основателей так называемой дифференциальной геометрии в целом.
В работах Кон-Фоссена есть два основных направления: первые годы своей научной работы (1926—1929 годы) он занимался вопросами изгибания поверхностей, затем, после некоторого перерыва в работе, он обращается к вопросам внутренней геометрии поверхностей — а именно, к исследованию полной кривизны и геодезических на открытых поверхностях.
Начало первому направлению исследований было положено теоремой Коши о жёсткости выпуклого многогранника.
Работа по этой теме была продолжена Гильбертом, Бляшке, Либманом и Вейлем.
В 1927-м году Кон-Фоссен доказал, во-первых, что два изометричных овалоида конгруэнтны, и, во-вторых, что всякий овалоид становится нежёстким, если из него вырезать любой кусок (впрочем, последний результат был получен Зюсом ещё в 1924 году).
Кон-Фоссен впервые показал, что существуют нежёсткие замкнутые поверхности (помимо тривиальных: поверхность с плоским куском всегда нежёсткая, так как этот последний — нежёсткий даже при зажатых краях).
Последние работы Кон-Фоссена посвящены геометрии в целом неограниченных незамкнутых поверхностей.
Здесь он открыл связи между интегральной кривизной таких поверхностей и существованием на них прямых, то есть неограниченных линий, каждый кусок которых есть кратчайшая линия между его концами.
В частности им была доказана первая теорема о расщеплении.
Различные обобщения были получены
Топоноговым, Чигером, Громоллом, Эшенбургом, Яу и другими. Ему принадлежит так называемое неравенство Кон-Фоссена — аналог формулы Гаусса — Бонне для неограниченных незамкнутых поверхностей.
Вместе с Давидом Гильбертом в 1932 году выпустил известную книгу «Наглядная геометрия» («Anschauliche Geometrie»).
Незадолго до смерти принял участие в выпуске её русского перевода.

## Книги
- S. Cohn-Vossen, D.  Hilbert. Anschauliche Geometri. — Berlin: Verlang von J. Springer, 1932.
  - Русский перевод: С. Э. Кон-Фоссен, Д. Гильберт. Наглядная геометрия. — М.: Объединенное научно-техническое издательство НКТП СССР, 1936. — 302 с.
- Кон-Фоссен, С. Э. Некоторые вопросы дифференциальной геометрии в целом. — Государственное Издательство Физико-Математической Литературы, 1959. — 303 с.

## Научные статьи
- Singularitäten konvexer Flächen, Math. Ann., 97 (1927), стр. 377—386.
- Zwei Sätze über die Starrheit der Eiflachen, Göttinger Nachrichten (1927), стр. 125—134.
- Die parabolische Kurve. Beitrag zur Geometrie der Berührungatransformationen. der partiellen Differentialgleichungen zweiter Ordnung und der Flächenverbiegung, Math. Ann., 99 (1928), стр. 273—308.
- Unstarre geschlossene Flächen, Math. Ann., 102 (1929), стр. 10—29.
- Sur la courbure totale des surfaces ouvertes, Comptes Rendus. Acad. Bei. Pari/1. 197 (1933), стр. 1165—1167.
- Kürzeste Wege und Totalkrümmung auf Flächen, Compositio Mathematioa, 2 (1935), стр. 69—133.
- О существовании кратчайших путей. Доклады АН СССР. т. III (VIII): 8 (1935), стр. 339—342.
- Полные римановы пространства положительной кривизны, Доклады АН СССР. т. III (VIII): 9 (1935), стр. 387—389.
- Existenz kürzester Wege, Compositio Maihematica, 3 (1936), стр. 441—452.
- Totalkrümmung und geodätische Linien auf einfachzusammenhängenden offenen vollständigen Flächenstückon, Матем. сб. (нов. серия), т. I (43): 2 (1936), стр. 139—164.
- Der approximative Sinussalz für kleine Dreiecke auf krummen Flächen, Compositio Mathematica, 8 (1936), стр. 52—54.
- Diekollineationen des n-dimensionalen Raumes., Math. Ann,. 115(1937), стр. 80—86.

## Память
- Аудитория в Математическом институте Кёльнского университета была названа в честь Стефана Кон-Фоссена. На её открытии 7 ноября 2014 года, выступил Рихард Кон-Фоссен[нем.], режиссёр и сценарист, сын Стефана Кон-Фоссена.